# Naisula Lesuuda
Naisula Lesuuda (née le 30 avril 1984) est une femme politique kényane, militante des droits des femmes.

## Famille et éducation
Lesuuda est née à Samburu le 30 avril 1984; elle est la fille ainée d'une famille de trois enfants. Son père est un évêque anglican et sa mère une femme d'affaires. Elle est diplômée de la Daystar University en communications et en développement communautaire.

## Carrière
Lesuuda a travaillé comme journaliste à la Kenya Broadcasting Corporation, y compris comme animatrice pour le programme Good Morning Kenya. En 2009, après que dix personnes ont été tuées lors d'un vol de bétail à Laikipia, elle est devenue une des membres fondatrices de Laikipia Peace Caravan,. Cela a conduit à la fondation d'un certain nombre d'autres organisations locales pacifistes, soutenues par le gouvernement du Kenya et l'Agence des États-Unis pour le développement international. En 2010, son travail avec cette organisation a fait qu'elle est devenue la plus jeune Kényane à avoir jamais remporté l'Order of the Grand Warrior.
En 2013, Lesuuda a quitté son travail pour fonder la Naisula Lesuuda Peace Foundation, une organisation qui milite pour l'éducation des filles et pour l'éradication des mutilations génitales féminines et des mariages d'enfants.
Lesuuda a participé à la campagne électorale du Président Uhuru Kenyatta en 2013, et elle a ensuite été nommée candidate de son parti, le TNA, pour représenter le Comté de Samburu au Sénat en 2013; elle est ainsi devenue la plus jeune membre féminine de cette assemblée. Elle a ensuite été élue Vice-Président de l'Association Parlementaire des Femmes du Kenya.
En 2016, elle a annoncé qu'elle allait quitter le Sénat pour se présenter à l'élection à l'Assemblée Nationale comme représentante de Samburu West, puis, en 2017, elle a rejoint le parti KANU,. Elle a maintenu son soutien à Kenyatta.
À l'élection de 2017, Lesuuda a été élue avec 14 560 voix, battant le titulaire Jonathan Lelelit, qui a reçu 13 970 voix, devenant la première femme membre du parlement pour la circonscription. Lorsque le parlement a siégé en août 2017, elle a annoncé son intention de postuler pour le poste de vice-président, mais elle n'a pas soumis sa candidature avant le vote,.

## Prix et distinctions
- Order of the Grand Warrior, pour son travail de journaliste sur les questions sociales et pour la promotion de la paix, 2010[15]
- Wedge Award de l'Organisation internationale du travail, prix récompensant une femme professionnelle exceptionnelle, 2011